# Folk Tales from Chile
Folk Tales from Chile es una compilación de cuentos infantiles del folklore de Chile escritos en inglés, por la autora chileno-norteamericana Brenda Hughes e ilustrados por Dick de Wilde. El libro traduce para el público anglosajón una serie de leyendas tradicionales del folclor chileno. Son un total de quince historias, entre ellas:
- The White Cloud's Daughter,
- The Pincoya's Daughter
- The Magic Cow, The Girl who turned to Stone
- The Princess and the Riddle
- The Old Man and the Beanstalk
- The Little tenca and the Snowflake
- The Magic Ring, Daughters of the Kalku,
- The Strawberry Maid,
- The Story of the Chonchon
- How Nanco won a Wife, The Machi and the Nguruvilu
- How the Poppies grew
- The Legend of Lake Aculeo.

Fue publicada en Londres, Inglaterra en 1962 por la editorial George G. Harrap & Co. Ltd. Y reeditada en Nueva York por Hippocrene Books.